# Croton catharinensis
Espèce
Croton catharinensis est une espèce de plantes à fleurs du genre Croton et de la famille des Euphorbiaceae, présente au Brésil (Santa Catarina).